# Ludmiła Priwiwkowa
Ludmiła Andriejewna Priwiwkowa (ros. Людмила Андреевна Прививкова; ur. 13 września 1986 w Moskwie) – rosyjska curlerka, olimpijka, dwukrotna mistrzyni Europy.
Priwiwkowa w curling rozpoczęła grać w 1998, cały czas w klubie Moskwicz. Reprezentowała Rosję na zawodach rangi międzynarodowej 36 razy zdobywając pięć złotych medali, trzy srebrne i dwa brązowe. W latach 2005–2010 była kapitanem zespołu.
Drużyna Priwiwkowej zajmując 5. miejsce, była jednym z zaskoczeń ZIO 2006. Następnie zdobyła złoty medal na Mistrzostwach Świata Juniorów 2006. W Round Robin na Mistrzostwach Europy 2006 była jedyną niepokonaną zawodniczką. Jednak w play-off przegrała z drużyną Diany Gaspari 5:7. W półfinale pokonała Mirjam Ott 7:5 i w finale ponownie spotkała się z Włoszką, tym razem wygrywając spotkanie 9:4.
Po zdobyciu tytułu mistrzów Europy jej drużyna faworyzowana była do zdobycia złotego medalu na Mistrzostwach Świata 2007. Rundę zasadniczą rozpoczęła od 3 porażek. Na 11 meczów ostatecznie wygrała 4 a przegrała 7, co uplasowało jej drużynę na 8. pozycji. Jak mówiła przed zawodami chodzi jej głównie o punkty klasyfikujące do występu na Igrzyskach Olimpijskich 2010.
W 2008 wystąpiła na mistrzostwach świata, zawody te z bilansem 4-7 zakończyła na 8. pozycji. W tym samym roku reprezentowała Rosję na mistrzostwach Europy, została sklasyfikowana na 7. miejscu po 4 wygranych i 5 porażkach, to samo miejsce zajęła na MŚ 2009.
Drużyna Rosyjska bardzo dobrze rozpoczęła Mistrzostwa Europy 2009, wygrała 5 pierwszych meczów i była liderem w klasyfikacji. Następnie Rosjanki przegrały trzy mecze i ostatecznie rozegrały wygrany 5:4 tie-breaker ze Szwedkami (Anette Norberg). Po przegranym 4:10 półfinale z Niemkami (Andrea Schöpp) Rosja uplasowała się na 4. pozycji. Priwiwkowa prowadziła rosyjską reprezentację na ZIO 2010, uplasowała się na przedostatnim 9. miejscu, w swoich 3 zwycięstwach pokonała m.in. 10:1 Anette Norberg i 7:4 Wang Bingyu, które awansowały do fazy play-off.
Ekipa Priwiwkowej wystąpiła na MŚ 2010, sama Ludmiła zagrała jedynie w 4 meczach, dwa na pozycji trzeciej, dwukrotnie zastępowała na drugiej Ezech. Rosjanki z bilansem 5-6 zajęły 8. miejsce. W następnym sezonie Rosjanki powróciły do lepszej formy, awansowały do fazy finałowej Mistrzostw Europy 2010. Przegrały tam jednak wszystkie trzy mecze z Eve Muirhead (mecz 1-2, 4:9), Stiną Viktorsson (półfinał 5:7) i Mirjam Ott (mecz o brązowy medal 5:9). Na MŚ 2011 zmieniono ustawienie drużyny, ostatnie kamienie wypuszczała Sidorowa a Priwiwkowa grała na pozycji trzeciej. Ludmiła wystąpiła tylko w 5 pierwszych meczach, w kolejnych 6 spotkaniach rolę skipa przejęła Anna Sidorowa. Rosjanki uplasowały się na 6. pozycji.
W sezonie 2010/2011 to Sidorowa nadal zagrywała ostatnie kamienie, jednak w Mistrzostwach Europy w Curlingu 2011 objęła też funkcję kapitana. Rosjanki awansowały do fazy play-off, tam w pierwszym meczu uległy 9:6 Szkocji (Eve Muirhead). Ostatecznie po wygranej 13:7 nad Dunkami (Lene Nielsen) stanęły na najniższym stopniu podium. W Mistrzostwach Świata 2012 z czterema wygranymi zajęły odległe 9. miejsce, dodatkowo przez większą część turnieju Ludmiła występowała jako druga. O wiele lepszą formę Rosjanki pokazały pod koniec roku, zdobyły złote medale Mistrzostw Europy 2012. W finale zwyciężyły 6:5 nad Szkocją (Eve Muirhead). Moskwianki nie zakwalifikowały się natomiast do fazy finałowej MŚ 2013, uplasowały się na 6. pozycji ulegając w pierwszym barażu Szwajcarkom (Silvana Tirinzoni).

## Drużyna
- Anna Sidorowa – czwarta, skip
- Margarita Fomina – druga
- Jekatierina Gałkina – otwierająca
- Nkeirouka Ezech – rezerwowa
- Thomas Lips – trener

Byłe zawodniczki
- Olga Żarkowa
- Olga Andrianowa – trener